# Anthurium macleanii
Anthurium macleanii är en kallaväxtart som beskrevs av Heinrich Wilhelm Schott. Anthurium macleanii ingår i släktet Anthurium och familjen kallaväxter. Inga underarter finns listade.